# Вестринг, Никлас
Никлас Вестринг (швед. Niklas Westring, 13 ноября 1797, Гётеборг — 28 января 1882, Гётеборг) — шведский энтомолог и арахнолог.
Вестринг жил с 1797 года и до своей смерти в Гётеборге во Швеции. C 1816 года он работал таможенным офицером в Гётеборге, а с 1834 по 1856 год был таможенным администратором. После выхода на пенсию он большую часть своего времени посвятил занятию естественной историей и стал препаратором в Гётеборгском музее естественной истории.
Вестринг наиболее известен своей книгой Araneae suecicae descriptae изданной в 1862 году, в которой он описал 308 видов пауков, обитающих в Швеции. Был наставником Тамерлана Торелла, который жил в Гётернборге и еще будучи школьником познакомился с коллекцией пауков Вестринга и методами их идентификации.
Был одним из основателей и наиболее активных пропагандистов Гётеборгского городского музея, входя в его правление с 1840 по 1874 год. В 1843 году стал членом Королевского общества наук и литературы в Гётеборге, членом Шведской королевской академии наук в 1863 году. Являлся членом нескольких зарубежных энтомологических объединений.